# Italian Baseball League 2008
L'IBL 2008 prevede le stesse dinamiche di gioco dell'IBL 2007 con una stagione regolare di 42 partite con 3 incontri settimanali, i play-off e le Italian Baseball Series, 7 partite in cui chi vince 4 volte è il detentore dello scudetto.

L'ultima in classifica della stagione regolare invece retrocede automaticamente.
Il detentore del titolo è il San Marino Baseball Club, mentre Redipuglia Baseball essendosi classificata ultima in stagione regolare, con sole 2 vittorie retrocede in serie A2 sostituita dalla Reggio Emilia Baseball.

## Squadre iscritte
- Nettuno Baseball
- Rangers Redipuglia Baseball Club
- Fortitudo Baseball Bologna
- Baseball Godo
- Bbc Grosseto
- Parma Baseball
- Rimini Baseball
- San Marino Baseball Club

## Classifica IBL
In tutti i campionati di baseball del mondo nella classifica vengono rappresentati i seguenti parametri: PG, PV, PP, PCT, PD, i quali descrivono l'andamento della singola squadra nel corso del campionato. 
Principalmente la squadra capolista è quella che, a parità di partite giocate, presenta il maggior numero di vittorie.
| Titoli | Classifica           | PG | PV | PP | PCT  | PD  |
| ------ | -------------------- | -- | -- | -- | ---- | --- |
|        | Italeri Bologna      | 42 | 34 | 8  | .809 | 0.0 |
|        | Caffè Danesi Nettuno | 42 | 29 | 13 | .690 | 5   |
|        | Montepaschi GR       | 42 | 28 | 14 | .666 | 6   |
|        | T&A San Marino       | 42 | 25 | 17 | .595 | 9   |
|        | Cariparma            | 42 | 22 | 20 | .523 | 12  |
|        | Telemarket Rimini    | 42 | 19 | 23 | .452 | 15  |
|        | Deangelis Godo       | 42 | 9  | 33 | .214 | 25  |
|        | Redipuglia B.C.      | 42 | 2  | 40 | .47  | 32  |

Dopo le partite di stagione regolare, vengono giocati i play-off. Nella stagione 2008 la formula era del Round Robin, a cui parteciparono solo i primi 4 in classifica, e i primi due approdarono alle Italian Baseball Series. Non sorprenda di conseguenza il fatto che il San Marino Baseball Club, nonostante si sia classificato quarto in stagione regolare, sia il detentore del titolo.

## Classifica semifinale
| Classifica           | PG | PV | PP | PCT  | PD  |
| T&A San Marino       | 9  | 6  | 3  | .666 | 0.0 |
| Caffè Danesi Nettuno | 9  | 6  | 3  | .666 | 0.0 |
| Italeri Bologna      | 9  | 3  | 6  | .333 | 3   |
| Montepaschi Grosseto | 9  | 3  | 6  | .333 | 3   |

## Italian Baseball Series

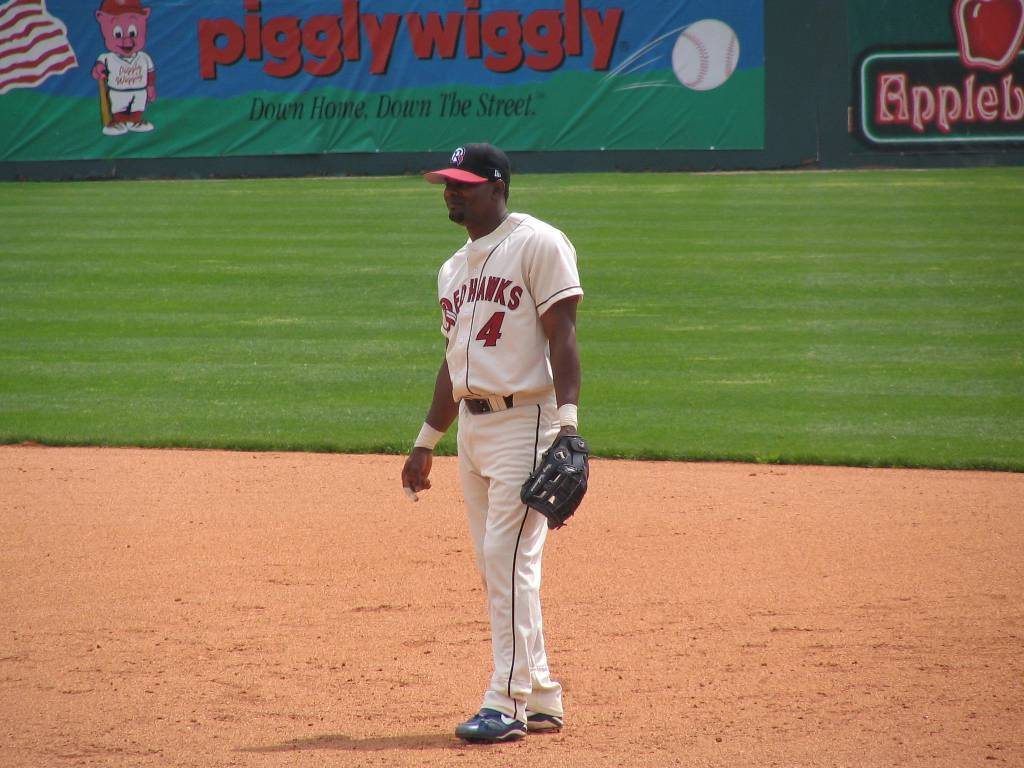
Manny Alexander, qui in campo con gli Oklahoma City RedHawks, nel 2008 ha giocato a Rimini

Il vincitore dello scudetto 2008 è T&A San Marino dopo aver disputato 7 incontri contro la Caffè Danesi Nettuno vincendo 4 volte.
| Classifica           | PG | PV | PP |
| T&A San Marino       | 7  | 4  | 3  |
| Caffè Danesi Nettuno | 7  | 3  | 4  |

### Risultati della serie
- Caffè Danesi Nettuno - T&A San Marino: 1-7, giocata a Nettuno. Stadio Steno Borghese
- Caffè Danesi Nettuno - T&A San Marino: 4-3, giocata a Nettuno. Stadio Steno Borghese
- T&A San Marino - Caffè Danesi Nettuno: 5-4, giocata a San Marino. Stadio Baseball di Serravalle
- T&A San Marino - Caffè Danesi Nettuno: 4-3, giocata a San Marino.Stadio Baseball di Serravalle
- T&A San Marino - Caffè Danesi Nettuno: 8-10, giocata a San Marino. Stadio Baseball di Serravalle
- Caffè Danesi Nettuno - T&A San Marino: 4-3, giocata a Nettuno. Stadio Steno Borghese
- Caffè Danesi Nettuno - T&A San Marino: 5-7, giocata a Nettuno. Stadio Steno Borghese

## Statistiche regular season

### Attacco
A seguito sono riportate le statistiche di ogni squadra nella fase di attacco durante la stagione regolare, esclusi quindi play-off e IBS.
| Classifica | AB   | R   | H   | 2B | 3B | HR | SB | RBI | AVG  | SLG  | OBP  | OPS  | BB  | SO  |
| Bologna    | 1519 | 281 | 434 | 78 | 9  | 29 | 33 | 247 | .286 | .406 | .370 | .776 | 172 | 245 |
| Nettuno    | 1473 | 240 | 409 | 81 | 6  | 25 | 58 | 218 | .278 | .392 | .380 | .772 | 231 | 274 |
| Grosseto   | 1473 | 240 | 439 | 74 | 10 | 19 | 50 | 221 | .292 | .392 | .397 | .762 | 172 | 233 |
| San Marino | 1423 | 236 | 395 | 72 | 4  | 24 | 47 | 210 | .277 | .384 | .372 | .756 | 194 | 262 |
| Parma      | 1394 | 178 | 349 | 64 | 10 | 9  | 30 | 154 | .250 | .330 | .339 | .669 | 173 | 292 |
| Rimini     | 1469 | 200 | 369 | 76 | 7  | 18 | 34 | 174 | .251 | .349 | .329 | .675 | 144 | 282 |
| Godo       | 1401 | 161 | 312 | 58 | 4  | 25 | 32 | 157 | .223 | .323 | .318 | .642 | 161 | 330 |
| Redipuglia | 1346 | 117 | 299 | 43 | 4  | 21 | 7  | 106 | .222 | .307 | .293 | .600 | 112 | 374 |

### Lanciatori
A seguito sono riportate le statistiche squadra dei lanciatori durante la stagione regolare, esclusi quindi play-off e IBS.
| Classifica | V  | P  | IP    | BF   | AB   | H   | 2B | 3B | HR | SO  | BB  | R   | ER  | ERA  |
| Bologna    | 34 | 8  | 390.1 | 1607 | 1426 | 317 | 54 | 3  | 12 | 340 | 128 | 107 | 89  | 2.05 |
| Nettuno    | 29 | 13 | 384.2 | 1627 | 1428 | 341 | 62 | 2  | 14 | 317 | 142 | 156 | 124 | 2.90 |
| Grosseto   | 28 | 14 | 385.1 | 1642 | 1429 | 338 | 65 | 3  | 11 | 291 | 148 | 168 | 147 | 3.43 |
| San Marino | 25 | 17 | 377.0 | 1616 | 1421 | 352 | 77 | 5  | 11 | 303 | 147 | 188 | 157 | 3.75 |
| Parma      | 22 | 20 | 373.0 | 1677 | 1463 | 389 | 74 | 11 | 35 | 276 | 164 | 227 | 189 | 4.56 |
| Rimini     | 19 | 23 | 381.2 | 1670 | 1446 | 360 | 61 | 9  | 25 | 327 | 168 | 189 | 159 | 3.75 |
| Godo       | 9  | 33 | 371.2 | 1735 | 1462 | 423 | 68 | 3  | 36 | 260 | 207 | 261 | 228 | 5.52 |
| Redipuglia | 2  | 30 | 349.0 | 1779 | 1455 | 486 | 85 | 18 | 26 | 180 | 255 | 364 | 296 | 7.63 |

## Migliori giocatori
- Giuseppe Mazzanti (Nettuno Baseball), leader in:
  - Media battuta: .392
- Richard Unseld Austin (Italeri Bologna), leader in:
  - Punti battuti a casa: 50
  - Fuoricampi: 10
- Mercedes Bautista (Italeri Bologna), leader in:
  - Doppi: 15
- Juan Camilo (Nettuno Baseball), leader in:
  - Singoli: 62
- Jorge Núñez (Montepaschi Grosseto), leader in:
  - Tripli: 5
- Carlos Richetti (Nettuno Baseball), leader in:
  - Strikeout fatti: 96
  - Vittorie: 9
- Gustavo Martinez (Telemarket Rimini), leader in:
  - Media PGL : 1.17
- Kyle Collina (Deangelis Godo), leader in:
  - Media arrivi in base: .211
- Lincoln Mikkelsen (Montepaschi Grosseto), leader in:
  - IP (Riprese lanciate): 98.2
- George Delgado (Rangers Redipuglia Baseball Club), leader in:
  - Lanci pazzi (WP): 10

## Affluenza di pubblico negli stadi

### Regular Season
Nelle 42 partite di Segular Season gli otto stadi della IBL hanno registrato un'affluenza di pubblico totale pari a circa 58 500 con una media di 348 spettatori a gara. L'incremento rispetto alla stagione precedente è stato di circa 12 000 unità pari al 19% cioè circa 63 spettatori in più per gara. Il record 2008 lo detiene il Bbc Grosseto con ben 13,189 spettatori, il fanalino di coda invece è stato il Baseball Godo con 3,591 unità.
| Squadra                    | Stadio                        | Capacità | Spettatori medi a gara | Totale |
| -------------------------- | ----------------------------- | -------- | ---------------------- | ------ |
| Nettuno Baseball           | Stadio Steno Borghese         | 8 000    | 588                    | 12,346 |
| Redipuglia B.C.            | Ronchi dei Legionari          | 3 000    | 267                    | 5,607  |
| San Marino Baseball Club   | Stadio Baseball di Serravalle | 4 000    | 201                    | 4,216  |
| Fortitudo Baseball Bologna | Stadio Gianni Falchi          | 4 000    | 356                    | 7,480  |
| Baseball Godo              | Stadio Antonio Casadio        | 2 000    | 171                    | 3,591  |
| Bbc Grosseto               | Stadio Roberto Jannella       | 8 000    | 628                    | 13,189 |
| Parma Baseball             | Stadio Nino Cavalli           | 5 000    | 373                    | 7,837  |
| Rimini Baseball            | Stadio dei Pirati             | 4 500    | 212                    | 4,460  |

### Play Off
Nei Play-off non tutti gli stadi ospitarono lo stesso numero di gare, di seguito sono riportate anche il numero di gare per stadio, nel totale vennero giocate 18 partite con un'affluenza totale di 19 500 persone circa.
| Squadra                    | Stadio                        | Capacità | Spettatori medi a gara | Totale | Numero di gare ospitate |
| -------------------------- | ----------------------------- | -------- | ---------------------- | ------ | ----------------------- |
| Nettuno Baseball           | Stadio Steno Borghese         | 8 000    | 2,240                  | 11 200 | 5                       |
| Bbc Grosseto               | Stadio Roberto Jannella       | 8 000    | 838                    | 3 350  | 4                       |
| Fortitudo Baseball Bologna | Stadio Gianni Falchi          | 4 000    | 430                    | 2 150  | 5                       |
| San Marino Baseball Club   | Stadio Baseball di Serravalle | 4 000    | 466                    | 1 400  | 3                       |

### Italian Baseball Series
Le IBS sono la serie finale del campionato, in totale vennero giocate sette gare, seguendo la formula 2-3-2, di conseguenza 4 gare vennero giocare a Nettuno e 3 a San Marino. L'affluenza  totale degli spettatori fu di 25 600 spettatori, in  media 3,657 a gara.
| Squadra                  | Stadio                        | Capacità | Spettatori medi a gara | Totale | Numero di gare ospitate |
| ------------------------ | ----------------------------- | -------- | ---------------------- | ------ | ----------------------- |
| Nettuno Baseball         | Stadio Steno Borghese         | 8 000    | 5 375                  | 21 500 | 4                       |
| San Marino Baseball Club | Stadio Baseball di Serravalle | 4 000    | 1,033                  | 3 100  | 3                       |